# Peltocephalus
Peltocephalus es un género de tortugas acuáticas que habitan en ríos y pantanos de agua dulce de Sudamérica. Se conocen dos especies para este género, de las cuales solo una existe en la actualidad.

## Especies
El género consiste en las siguientes especies:
- Peltocephalus dumerilianus (Schweigger, 1812) - Tortuga cabezona, Cabezón, Tracajá, Jurará, Peindu, Acanguaçu.

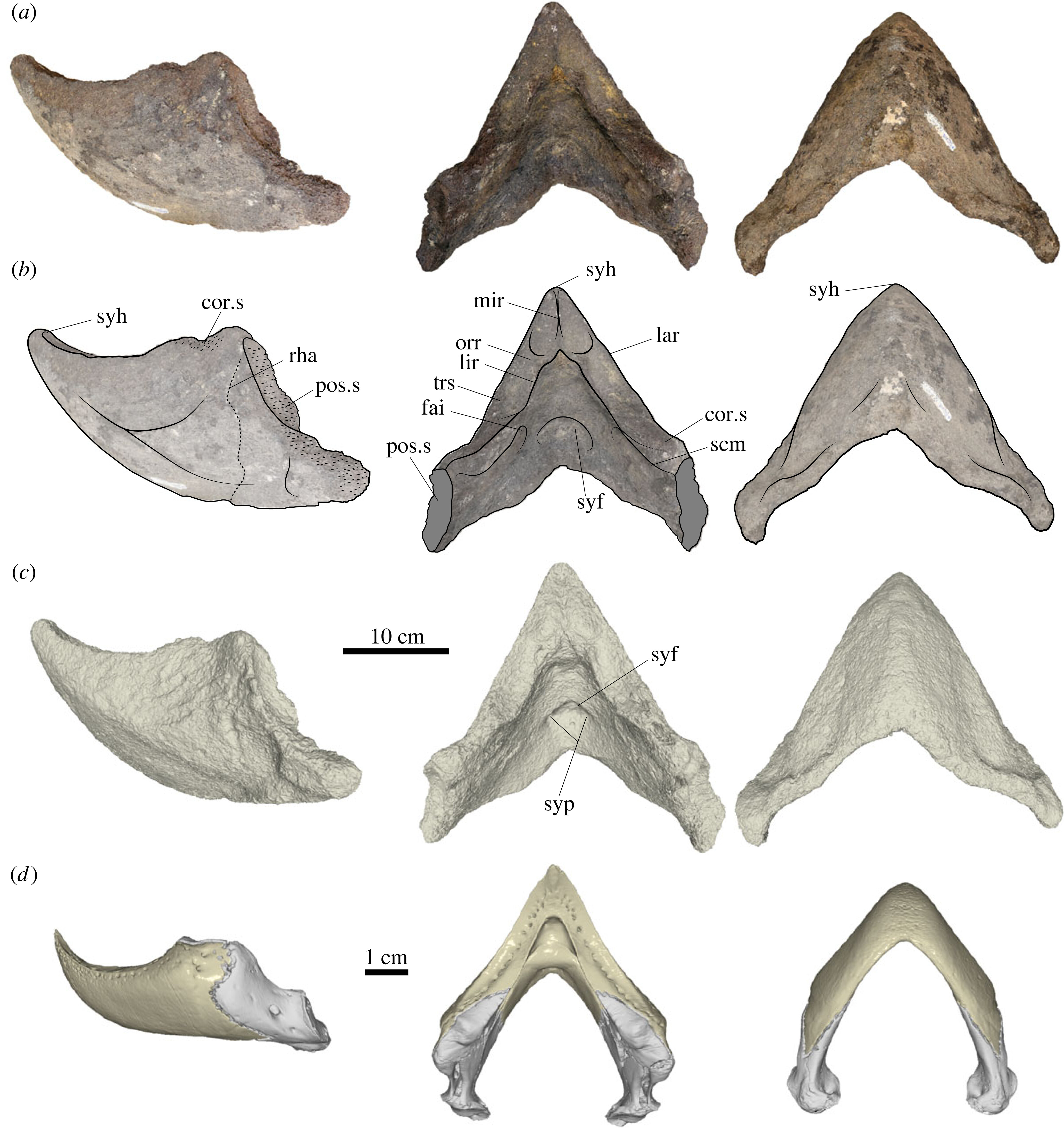
Restos de Peltocephalus maturin

Se conocen las siguientes especies fósiles:
- Peltocephalus maturin Ferreira, Nascimento, Cadena, Cozzuol, Farina, Pacheco, Rizzutto & Langer, 2024 - Conocido por restos fósiles del Pleistoceno tardío (Formación Rio Madeira, Brasil).[1]